# Pyrgomorphella sphenarioides
Pyrgomorphella sphenarioides is een rechtvleugelig insect uit de familie Pyrgomorphidae. De wetenschappelijke naam van deze soort is voor het eerst geldig gepubliceerd in 1904 door Bolívar.